# Dragoslavec Selo
Dragoslavec Selo is een plaats in de gemeente Gornji Mihaljevec in de Kroatische provincie Međimurje. De plaats telt 220 inwoners (2001).